# La mia risposta
La mia risposta è il quarto album in studio della cantante italiana Laura Pausini pubblicato il 15 ottobre 1998 in oltre 50 Paesi diversi.
L'album viene pubblicato il 20 ottobre in lingua spagnola con il titolo Mi respuesta.
La mia risposta esordisce al 1º posto della classifica FIMI degli album più venduti in Italia.
Il disco vende oltre 2 milioni di copie nel mondo.

## Descrizione
Il disco viene presentato alla stampa il 14 ottobre a Milano, Galleria Meravigli.
Laura Pausini in una intervista del Corriere della Sera ha dichiarato che il disco doveva essere pubblicato nel marzo del 1999.
L'album viene considerato dalla critica più maturo rispetto ai precedenti lavori di Laura Pausini, definiti invece adolescenziali. Oltre alla tradizionale melodia italiana, all'interno del disco si possono riscontrare suoni internazionali, forti venature soul e influenze sudamericane.
Alcuni critici hanno individuato nei testi delle canzoni che costituiscono il disco una serie di luoghi comuni caratteristici della canzone italiana, ma Laura Pausini, pur riconoscendo la semplicità del linguaggio adottato, ha affermato di considerare personali ed intimi i brani di La mia risposta, molti dei quali portano la sua firma.
Tra i temi affrontati predomina ancora l'amore (Un'emergenza d'amore, In assenza di te, Che bene mi fai, Una storia seria). Nel brano Anna dimmi sì la cantante affronta invece la tematica dell'anoressia nervosa: il brano è una sorta di dialogo nel quale la cantante si rivolge ad una ragazza che soffre di questo disturbo alimentare. Buone verità è invece una canzone ispirata ai versi della poesia Vivi la vita, scritta da Madre Teresa di Calcutta, che Laura Pausini ha definito un proprio mito.
A chiudere il disco è un brano interamente scritto da Phil Collins, Looking for an Angel. La collaborazione tra i due artisti, nata durante un'apparizione televisiva a Night Express, è continuata telefonicamente, e l'ex-componente dei Genesis ha seguito Laura Pausini anche negli arrangiamenti e nella realizzazione della canzone.
Gli arrangiamenti sono curati da Dado Parisini.
In seguito all'album parte la tournée La mia risposta World Tour 1999, il primo tour teatrale di Laura Pausini.

## Edizioni

### La mia risposta
L'edizione del disco pubblicata in Italia contiene 13 tracce inedite. Il 30 giugno 2023, in occasione dei festeggiamenti dei 30 anni di carriera dell'artista, l'album in lingua italiana viene ripubblicato in doppio vinile 33 giri colorato.
- CD: 0639842471923

- MC: 0639842471947

- LP: 03984247191

- 2 LP (2023): 5054197617638

1. La mia risposta – 3:42 (testo: Laura Pausini, Cheope – musica: Claudio Guidetti)
2. Stanotte stai con me – 4:09 (testo: Laura Pausini, Cheope – musica: Giuseppe Tosetto)
3. Un'emergenza d'amore – 4:30 (testo: Laura Pausini, Cheope, Massimo Pacciani – musica: Eric Buffat)
4. Anna dimmi sì – 3:58 (testo: Laura Pausini – musica: Eric Buffat)
5. Una storia seria – 4:40 (testo: Laura Pausini, Cheope – musica: Salvatore Mauro Ragusa)
6. Come una danza – 5:19 (testo: Laura Pausini, Cheope – musica: Eric Buffat)
7. Che bene mi fai – 4:21 (testo: Laura Pausini, Cheope – musica: Eric Buffat)
8. In assenza di te – 4:31 (testo: Laura Pausini, Cheope – musica: Antonio Galbiati)
9. Succede al cuore – 3:41 (testo: Cheope – musica: Salvatore Mauro Ragusa)
10. Tu cosa sogni? – 3:51 (testo: Cheope – musica: Giuseppe Tosetto)
11. Buone verità – 4:01 (testo: Laura Pausini – musica: Giorgio Vanni, Max Longhi)
12. La felicità – 3:56 (testo: Laura Pausini, Cheope – musica: Eric Buffat, Antonio Galbiati)
13. Looking For An Angel – 4:14 (testo e musica: Phil Collins)

### La mia risposta - Promo Box Edition
L'edizione Promo Box Edition pubblicata in Italia è un cofanetto cartonato promozionale per i giornalisti (non in vendita) che contiene:
- CD La mia risposta.
- VHS contenente il videoclip Un'emergenza d'amore.
- Set fotografico.
- Biografia.
- Bozzetti disegnati da Giorgio Armani.
- Amuleto.

### Mi respuesta
L'edizione del disco in lingua spagnola pubblicata in Spagna e in America Latina contiene 13 tracce inedite.
- CD: 0639842472029

- MC: 0639842472043

- LP:

1. Mi respuesta – 3:42 (testo: Laura Pausini, Cheope – adatt. spagnolo: Laura Pausini, Badia – musica: Claudio Guidetti)
2. Quédate esta noche – 4:09 (testo: Laura Pausini, Cheope – adatt. spagnolo: Badia – musica: Giuseppe Tosetto)
3. Emergencia de amor – 4:30 (testo: Laura Pausini, Cheope, Massimo Pacciani – adatt. spagnolo: Laura Pausini, Carlos Pixin, León Tristán – musica: Eric Buffat)
4. Ana dime sí – 3:58 (testo: Laura Pausini – adatt. spagnolo: Laura Pausini, Badia – musica: Eric Buffat)
5. Una historia seria – 4:40 (testo: Laura Pausini, Cheope – adatt. spagnolo: Laura Pausini, Badia – musica: Salvatore Mauro Ragusa)
6. Como una danza – 5:19 (testo: Laura Pausini, Cheope – adatt. spagnolo: Laura Pausini, Badia – musica: Eric Buffat)
7. Me siento tan bien – 4:21 (testo: Laura Pausini, Cheope – adatt. spagnolo: Badia – musica: Eric Buffat)
8. En ausencia de ti – 4:31 (testo: Laura Pausini, Cheope – adatt. spagnolo: Laura Pausini, Badia – musica: Antonio Galbiati)
9. Sucede a veces – 3:41 (testo: Cheope – adatt. spagnolo: Laura Pausini, Badia – musica: Salvotore Mauro Ragusa)
10. ¿Tú con qué sueñas? – 3:51 (testo: Cheope – adatt. spagnolo: Laura Pausini, Badia – musica: Giuseppe Tosetto)
11. Una gran verdad – 4:01 (testo: Laura Pausini – adatt. spagnolo: Laura Pausini – musica: Giorgio Vanni, Massimo Longhi)
12. Felicidad – 3:56 (testo: Laura Pausini, Cheope – adatt. spagnolo: Laura Pausini – musica: Eric Buffat, Antonio Galbiati)
13. Looking For An Angel – 4:14 (testo e musica: Phil Collins)

### Mi respuesta - Promo Box Edition
L'edizione Promo Box Edition pubblicata in Spagna e in America Latina è un cofanetto cartonato promozionale per i giornalisti (non in vendita) che contiene:
- CD Mi respuesta.
- VHS contenente il videoclip Emergencia de amor.
- Cartella stampa.

## Registrazione
- Morning Studio, Milano: registrazione.
- Conway Studio, Hollywood: registrazione.
- Pacifique Studio, Hollywood: mixaggio.
- Power House of Sound, New York: masterizzazione.

## Formazione
- Laura Pausini – voce, cori
- Luca Jurman – voce al telefono (in Tu cosa sogni?)
- Eric Buffat – tastiera, sintetizzatore, programmazione
- Dado Parisini – tastiera, pianoforte, programmazione, sintetizzatore
- Claudio Guidetti – tastiera, programmazione
- Alex Richbourg – programmazione
- Michael Landau – chitarra elettrica, chitarra acustica, sitar
- Riccardo Galardini – chitarra elettrica, chitarra acustica
- Ray Fuller – chitarra elettrica
- Nathan East – basso
- John Robinson – batteria, percussioni
- Eric Buffat, Emanuela Cortesi, Giulia Fasolino, Antonio Galbiati, Luca Jurman, Craig Steven Kendy, Julie Ragins, Monica Reed Price, Ellis Hall, Lejon Walker – cori

## Promozione
Singoli
Dall'album vengono estratti quattro singoli. Il primo brano estratto, Un'emergenza d'amore, arriva al 43º posto in Svizzera e al 77° nei Paesi Bassi, mentre la sua versione in lingua spagnola, raggiunge il 12º posto nella classifica Latin Pop Songs di Billboard e il 23° nella classifica Latin Songs.
Il secondo singolo estratto è In assenza di te, che verrà ripubblicato in Europa alcuni anni più tardi, per la promozione della raccolta The Best of Laura Pausini - E ritorno da te nel 2003 il brano raggiunge così il 42º posto in Francia, restando per 17 settimane nella classifica dei singoli più venduti.
Il penultimo singolo è il brano che dà il titolo all'album, La mia risposta. Nel 2008, a 10 anni di distanza dalla sua pubblicazione, il brano riesce a raggiungere in Italia il 18º posto in classifica.
| La mia risposta      | La mia risposta   |
| Titolo               | Data di uscita    |
| -------------------- | ----------------- |
| Un'emergenza d'amore | 11 settembre 1998 |
| In assenza di te     | 3 gennaio 1999    |
| La mia risposta      | 2 maggio 1999     |

| Mi respuesta                        | Mi respuesta    |
| Titolo                              | Data di uscita  |
| ----------------------------------- | --------------- |
| Emergencia de amor                  | 15 ottobre 1998 |
| En ausencia de ti                   | gennaio 1999    |
| Me siento tan bien (solo in Spagna) | 1999            |
| Mi respuesta                        | maggio 1999     |

Videoclip
| Titolo               | Regista         |
| -------------------- | --------------- |
| Un'emergenza d'amore | Norman Watson   |
| Emergencia de amor   | Norman Watson   |
| In assenza di te     | Alberto Colombo |
| En ausencia de ti    | Alberto Colombo |
| La mia risposta      | Luca Lucini     |
| Mi respuesta         | Luca Lucini     |

## Classifiche

### Classifiche settimanali
| Classifica (1998-1999) | Posizione massima |
| ---------------------- | ----------------- |
| Belgio (Vallonia)      | 26                |
| Danimarca              | 13                |
| Europa                 | 9                 |
| Francia                | 64                |
| Germania               | 66                |
| Italia                 | 1                 |
| Paesi Bassi            | 34                |
| Spagna                 | 8                 |
| Svezia                 | 30                |
| Svizzera               | 3                 |

### Classifiche di fine anno
| Classifica (1998) | Posizione |
| ----------------- | --------- |
| Italia            | 21        |